# تاننبرغ (لعبة فيديو)
تاننبرغ هي لعبة فيديو تصويب من منظور شخص أول متعددة اللاعبين تعتمد على فرقة تم تعيينها خلال الحرب العالمية الأولى. إنه توسع مستقل للفردان، ودخل ستيم في 17 نوفمبر 2017. خرج تاننبيرغ من ستيم في 13 فبراير 2019. تم إصداره على بلاي ستيشن 4 وإكس بوكس ون في 24 يوليو 2020.
تانينبرغ مستوحاة من معركة تانينبرغ عام 1914 في شرق بروسيا. تتضمن اللعبة أسلحة الحرب العالمية الأولى الدقيقة تاريخياً، والزي الرسمي والمعدات الأصلية، والإصابات المفصلة ونمذجة الدماء، والخرائط المستندة إلى ساحات القتال الحقيقية في الجبهة الشرقية.
تعمل اللعبة على محرك يونيتي وتم تطوير اللعبة بواسطة استوديوهات مستقلة وهي فيردن وفيردن.

## اللعب
تاننبيرغ هي لعبة جماعية قائمة على فريق على الجبهة الشرقية للحرب العالمية الأولى ويمكن لعبها مع ما يصل إلى 64 لاعبًا (40 لاعبًا على وحدات التحكم). هناك 3 أوضاع للعبة في تاننبيرغ : المناورة وحرب الاستنزاف وبندقية الموت. في أبريل 2019، تمت إضافة ميزة جديدة  «هدنة الذئاب المؤقتة» إلى وضع لعب المناورة، بناءً على التقارير التاريخية للجيوش التي تدعو إلى هدنات لمحاربة الذئاب. خلال هذا الحدث، تدخل مجموعات من الذئاب أثناء ساحة المعركة وتهاجم اللاعبين. سيتمكن اللاعبون بعد ذلك من إجراء هدنة أثناء وجود الذئاب، أو يمكنهم كسر الهدنة ومواصلة القتال بشكل طبيعي. في أبريل 2019، تمت إضافة الوضع المرئي `` Film Memoir '' الذي يحول فن اللعبة وواجهة المستخدم إلى الأبيض والأسود، مع إضافة تأثير حبيبات الفيلم. أضاف تحديث آخر لوحدة التحكم في ديسمبر 2020 اللعب عبر الأنظمة الأساسية بين إكس بوكس وبلاي ستيشن لفردان وتاننبيرغ.
وضع لعبة المناورة في وضع لعبة المناورة، ينضم اللاعبون إما إلى الحلفاء أو قوى المركز. بعد اختيار نوع الفريق والدور الذي بداخل الفريق، ينضم اللاعبون إلى المعركة حيث يجب عليهم الاستحواذ على القطاعات. توفر القطاعات القابضة نقاط تحكم (تعتمد بشكل أو بآخر على قيمة القطاع) والفريق الذي يمتلك أكبر عدد من نقاط التحكم سوف يستنزف موارد الجانب الآخر. تنتهي اللعبة عندما تنفد موارد أحد الفريقين، أو عندما يتم الاستيلاء على قطاع المقر الرئيسي لأي فريق، أو عندما ينفد وقت المباراة. توفر بعض القطاعات قدرات إعادة التحميل السريع لضباط الصف، مثل استدعاء طائرات الاستطلاع وضربات المدفعية. يتم تمثيل خطوط التوريد من خلال مطالبة القطاعات بالتوصيل بقطاع المقر الرئيسي للفريق قبل أن يتمكن هذا الفريق من الاستيلاء عليه.
وضع لعبة حرب الاستنزاف هذا هو البديل من معركة الموت الجماعي. يبدأ كل فريق، الوفاق والقوى المركزية، بعدد من التذاكر. هذه تمثل كمية القوى العاملة التي يمتلكها كل جانب. في كل مرة يُقتل فيها لاعب ويعيد نشره، يتم خصم تذكرة من الجانب الذي ينتمي إليه. الهدف من اللعبة هو تقليل تذاكر الخصم قبل خسارة جميع التذاكر من جانبك، لأن اللاعب لا يمكنه إعادة الظهور إذا لم يكن هناك المزيد من التذاكر.
وضع لعبة بندقية الموت في بندقية الموت، يقاتل اللاعبون في معركة حرة، مسلحين فقط بواحدة من البنادق والوظائف الإضافية التي يمكنهم الاختيار من بينها عند الانضمام إلى اللعبة. هذا هو وضع اللعبة القائم على المهارة، حيث يتم مكافأة الرماية والمكر التكتيكي. يمكن للاعبين ربح الخبرة ونقاط المهنة بقتل لاعبين آخرين، وباستخدام نقاط المهنة يمكن رفع مستوى بنادقهم، والحصول على ملحقات إضافية لها، مثل الحربة.

## استقبال
أشادت مراجعة حجر، ورقة، بندقية Early Access للعبة بتصويرها الحرب ببعض الفروق الدقيقة: «بينما يتعامل رماة الحرب عادةً في القنابل والصراخ وواجهات المدفعية، يقارن تاننبيرغ بالمآسي الهادئة اليومية.» وصف المراجع تانينبيرغ بأنه تحسن مقارنة بفردان، ولكنه أيضًا أقل تميزًا. «إنها بالفعل لعبة أفضل، بالتأكيد لعبة أكثر إثارة، لكنها لا تحظى بجاذبية فريدة.» 

## روابط خارجية
- الموقع الرسمي
- موقع المطور لشركة M2H
- موقع مطور لألعاب Blackmill